# O Irixo
O Irixo è un comune spagnolo di 2 154 abitanti situato nella comunità autonoma della Galizia.